# 知事公館
知事公館（ちじこうかん）は、都道府県知事が迎賓施設および住居として利用する施設。知事公邸（ちじこうてい）、知事公舎（ちじこうしゃ）とも。

## 概要
多くの場合、都道府県庁舎の近傍に立地している。知事が公務に使う建物と、住居として使う建物を同一敷地に設けていることもある。公務に使う空間では、都道府県外・国外からの賓客の応接や、表彰など重要な都道府県の行事・催事、会議を行うことがあり、地域の産品を使用した建材や室内装飾等で地域をアピールすることもある。
21世紀初頭現在、（自治体が所有する知事専用住居としての）知事公舎を廃止する動きがあり、FNNの調査によれば2019年9月時点で16都府県には知事公舎がない（31道県に知事公舎がある。この調査後の10月に北海道が知事公舎を廃止した）。背景としては、多額の建設・維持管理費を要するという財政面の問題、知事と県民の意識が近づき民間で十分立派な住宅供給が行われている中で「特権的」と見なされることへの忌避、通信手段も発展したことにより必ずしも県庁近傍に住む必要がなくなったことなどが挙げられる。2019年8月時点の朝日新聞の調査によれば、23道県で知事が知事公舎に住居しており、5府県では県の幹部職員公舎を利用、4県では民間マンションの一室を借り上げ（借り上げ公舎）、残る15都府県では自宅を住居としている。
他方、災害時などの緊急対応のためには都道府県庁舎付近に住居が必要という考え方もあり、大分県は2019年に災害対応機能を高めることを眼目として公舎の移転・新築を行った。

## 公館一覧
| 都道府県 | 施設名           | 写真 | 住所                                  | 建築年 | 廃止年 | 解説 |
| -------- | ---------------- | ---- | ------------------------------------- | ------ | ------ | --- |
| 北海道   | 北海道知事公邸   |      | 札幌市中央区北1条西15丁目             | 1980年 | 2019年 | 知事公館、副知事公邸、道警本部長宿舎、ほか三岸好太郎美術館が同じ敷地内に立地している。老朽化などを理由とした鈴木直道知事の意向でに廃止された2019年10月に廃止。 |
| 北海道   | 北海道知事公館   |      | 札幌市中央区北1条西16丁目             | 1936年 |        | 登録有形文化財 旧三井別邸新館を1953年より知事公館として使用され、一般公開がされている。 |
| 青森県   | 青森県知事公舎   |      |                                       |        |        | 廃止 |
| 岩手県   | 岩手県知事公舎   |      | 盛岡市東中野町26-30                   |        |        | 現用 |
| 岩手県   | 岩手県知事公館   |      | 盛岡市東中野町26-30                   |        |        | 現用 |
| 宮城県   | 宮城県知事公館   |      | 仙台市青葉区広瀬町5-43                | 1921年 |        | 旧第2師団長官舎。公館正門は仙台城中門（寅門）を移築したもので、県指定有形文化財。 賓客接遇施設・ホールとして現用。1965年より知事公館として使用。一般公開・貸し出しを行っている。 |
| 秋田県   | 秋田県知事公舎   |      | 秋田市千秋北の丸5-55                  |        |        | 現用 |
| 山形県   | 山形県知事公舎   |      | 山形市松見町                          | 1988年 | 2011年 | 廃止。2011年に改修を経て東北芸術工科大学やまがた藝術学舎として開館。やまがた藝術学舎は2020年度に廃止・解体。 |
| 山形県   | 山形県知事公館   |      | 山形市松見町                          | 1993年 | 2011年 | 廃止。2011年に改修を経て東北芸術工科大学やまがた藝術学舎として開館。やまがた藝術学舎は2020年度に廃止・解体。 |
| 福島県   | 福島県知事公館   |      | 福島市杉妻町5-55                      | 1974年 |        | 現用 |
| 茨城県   | 茨城県公館       |      | 水戸市大町2丁目                       |        | 2021年 | 1974年、大江宏設計。知事公舎と迎賓館機能をもった複合施設。老朽化のため、2017年以降使われておらず、2021年解体。2023年に食品卸売会社に売却され、スーパーマーケットが開業予定。 |
| 栃木県   | 栃木県公館       |      | 宇都宮市昭和１丁目376-1               | 1980年 |        | 賓客接遇施設・ホールとして現用。 公舎はない。 |
| 群馬県   | 群馬県知事公舎   |      |                                       |        |        | 廃止。跡地はるなぱあく（前橋市中央児童遊園）の駐車場となっている。 |
| 埼玉県   | 埼玉県知事公館   |      | さいたま市浦和区常盤4-11-8            | 1967年 |        | |
| 千葉県   | 千葉県知事公舎   |      | 千葉市中央区都町1丁目                 |        |        | 現用。 |
| 東京都   | 東京都知事公館   |      |                                       | 1997年 | 2014年 | 廃止。初代公館は1947年、渋谷松濤にあった松平恒雄旧邸を購入して使用開始。2代目公館は1997年完成。2014年に住友不動産に売却。2024年解体。 |
| 神奈川県 | 神奈川県知事公舎 |      |                                       |        |        | 県所有施設としての公舎（住居）はない。2012年の報道によれば、黒岩祐治知事は民間マンションの一室を「知事公舎」として借り上げ、住居としている。 災害時の緊急対応を目的として山手町に知事公舎を建設する計画があり、1997年に用地が取得された（当時の岡崎洋知事は藤沢市の自宅から通勤していた）が、財政問題のために計画は凍結、2012年に中止され、用地は売却された。 |
| 新潟県   | 新潟県知事公舎   |      | 新潟市中央区営所通2番町692            |        |        | 現用。 隣接地には副知事公舎もあったが廃止され、後に改装されレストランとして営業している。 |
| 富山県   | 富山県知事公館   |      | 富山市舟橋南町2番22号                 | 1978年 | 2009年 | 廃止、改修増築し高志の国文学館として整備。 |
| 石川県   | 石川県知事公舎   |      | 金沢市広坂1-237-1                     | 1926年 |        | 2022年まで知事の公務、住居として使用された。このほか、副知事公舎がある。 |
| 福井県   | 福井県知事公舎   |      | 福井市若杉                            | 1994年 | 2021年 | 隣接して副知事公舎・秘書課長公舎があった。2019年に就任した杉本達治知事は公舎に入居しないことを表明。2020年に廃止、跡地は分譲された。平成初期以前の公舎は福井市宝永にあり、跡地は福井県国際交流会館となっている。 |
| 山梨県   | 山梨県知事公舎   |      |                                       |        | 2008年 | 廃止。跡地は山梨大学に研究拠点として貸与。 |
| 静岡県   | 静岡県知事公舎   |      | 静岡市葵区安東2丁目19-5               | 1988年 | 2025年 | 2025年度に売却を発表 |
| 長野県   | 長野県知事公舎   |      |                                       | 1920年 | 2004年 | 旧公舎が保存移築された後、村井仁は知事公舎が必要であるとして建設が検討されたが、費用問題から見送られた。阿部守一は旧副知事公舎に入居している。 |
| 愛知県   | 愛知県知事公舎   |      | 名古屋市中区三の丸3丁目               |        |        | 現用。 |
| 愛知県   | 愛知県公館       |      | 名古屋市中区三の丸3丁目               | 1969年 |        | 現用。 |
| 三重県   | 三重県知事公舎   |      | 津市観音寺町                          | 1978年 |        | 鉄筋コンクリート造、平屋建て、延べ床面積は327平方メートル。私邸部分と公邸部分からなる。 |
| 滋賀県   | 滋賀県知事公舎   |      | 大津市京町4丁目                       | 1993年 |        | |
| 滋賀県   | 滋賀県公館       |      | 大津市京町4丁目                       | 1997年 |        | 迎賓施設・ホールとして現用。 |
| 京都府   | 京都府公館       |      | 京都市上京区烏丸通一条下る龍前町590-1 | 1989年 |        | 京都府立府民ホール アルティと併設されている。知事公舎（住居）はない。 |
| 大阪府   | 大阪府公館       |      | 大阪市中央区大手前2丁目               | 1923年 |        | 知事公舎（住居）はない。 |
| 兵庫県   | 兵庫県知事公舎   |      | 中央区中山手通5丁目                   |        | 1987年 | 老朽化を理由に取り壊され現存しない。貝原県政末期に県庁舎北側に新設が検討されたが、井戸県政1期目に財政難を理由に中止された。 |
| 兵庫県   | 兵庫県公館       |      | 神戸市中央区下山手通4丁目             | 1902年 |        | 旧兵庫県庁を1985年より公館として使用。登録有形文化財。 |
| 奈良県   | 奈良県知事公舎   |      |                                       | 1922年 | 2017年 | 廃止。県庁東側（奈良市登大路町）の奈良公園一角に所在。公舎としての使用は2017年まで（最後の居住者は荒井正吾）。2023年に民間の宿泊施設が開業した。 このほか副知事公舎もあった。 |
| 和歌山県 | 和歌山県知事公舎 |      |                                       |        |        | |
| 和歌山県 | 和歌山県公館     |      | 和歌山市和歌浦中3丁目                 |        |        | 一般開放も行われる。 |
| 鳥取県   | 鳥取県知事公邸   |      |                                       |        |        | 鳥取県東町1丁目に所在。事前申し込み制で見学も可能。 |
| 島根県   | 島根県知事公舎   |      | 松江市北堀町                          | 1986年 | 2023年 | 松江市北堀町に所在。1986年建築。2019年に就任した丸山達也知事は公舎に入居しないことを表明。公舎機能を終了し一般公開。 |
| 岡山県   | 岡山県知事公舎   |      | 岡山市中区住吉町                      | 1953年 | 2014年 | 廃止。4人の知事が居住したが、老朽化が指摘され、2012年就任の伊原木隆太知事は入居せず、2014年に廃止と売却が決定された。 |
| 広島県   | 広島県知事公舎   |      | 広島市中区上幟町                      |        |        | |
| 山口県   | 山口県知事公舎   |      |                                       |        |        | 廃止。知事は幹部公舎に住む。 |
| 徳島県   | 徳島県知事公舎   |      | 徳島市南仲之町                        | 1992年 | 2025年 | 売却。 |
| 香川県   | 香川県知事公舎   |      | 高松市中央町                          |        |        | 売却。 |
| 愛媛県   | 愛媛県知事公舎   |      | 松山市北持田町                        |        |        | 売却。 |
| 高知県   | 高知県知事公邸   |      | 高知市鷹匠町2丁目                     | 1963年 |        | 現用。村野藤吾設計。 |
| 福岡県   | 福岡県知事公舎   |      | 福岡市中央区白金2丁目                 | 1981年 |        | 現用。事前申請により見学可。亀井光知事が約6億円をかけて建設したが、高額費用が問題視された。 |
| 佐賀県   | 佐賀県知事公舎   |      | 佐賀市中の小路                        |        |        | 旧副知事公舎を改修増築。2014年山口祥義知事は老朽化を理由に当時の副知事公舎に入居。。 |
| 長崎県   | 長崎県知事公舎   |      |                                       |        | 2005年 | 廃止。跡地には2005年に長崎歴史文化博物館が開設された。 |
| 熊本県   | 熊本県知事公舎   |      | 熊本市中央区水前寺2丁目               | 1969年 |        | 現用。 |
| 大分県   | 大分県知事公舎   |      | 大分市荷揚町                          | 2019年 |        | 現用。旧公舎は1949年の建築で、耐震性が考慮されず、津波対策もなされていなかったため大分県立荷揚町体育館跡地に移転新築。 |
| 宮崎県   | 宮崎県知事公舎   |      | 宮崎市下北方町横小路                  | 2003年 |        | 「公邸」と「私邸」からなる。公舎（「公邸」部分）については有料貸出を行っている。 |
| 鹿児島県 | 鹿児島県知事公舎 |      | 鹿児島市荒田2丁目                     |        |        | |
| 沖縄県   | 沖縄県知事公舎   |      | 那覇市寄宮1丁目                       | 1998年 |        | 現用。1955年に琉球政府行政主席公舎として建設されたのがはじまり。建物は1998年に新築された。 |

## かつて知事公館・公邸として使用されていた建物
| 旧施設名             | 現施設名                                 | 写真 | 現住所                             | 建築年 | 解説 |
| -------------------- | ---------------------------------------- | ---- | ---------------------------------- | ------ | --- |
| 岩手県知事公舎応接部 | 千田正記念館 旧岩手県知事公舎洋館        |      | 岩手県胆沢郡金ケ崎町三ヶ尻谷地中98 | 1909年 | 登録有形文化財 1971年に胆沢郡金ケ崎町に払い下げられ。1994年に同町の千田正記念館に移築されている。 |
| 新潟県知事公舎       | 旧県知事公舎記念館                       |      | 新発田市五十公野4926               | 1910年 | 1988年に新発田市に移築保存。現存するものの中では国内最古の知事公舎。 |
| 富山県知事公館       | 高志の国文学館                           |      | 富山県富山市舟橋南町2番22号        | 1978年 | |
| 長野県知事公舎       | 小川村郷土歴史館（ふるさとらんど小川）   |      | 長野県上水内郡小川村高府9307       | 1920年 | 旧公舎は1920年建設、長野市南長野（県町）の県庁付近に所在していた。公邸（洋館・和館）・私邸（和館）・収蔵庫（土蔵）からなっていた。1926年には警廃事件に激昂した群衆が公舎を襲撃、投石によりガラスが破壊されたこともあった。2000年に知事に就任した田中康夫は公舎に入らず、2003年には公舎を取り壊して跡地を県庁見学者用観光バスの駐車場にする方針が固められた。これに対し歴史的建築物として保存しようとする機運が高まり、上水内郡小川村が購入して2004年に移築、小川村郷土歴史館として保存されることになった。小川村出身の西沢権一郎が6期21年にわたり長野県知事を務めたことによる。 |
| 奈良県知事公舎       | 紫翠ラグジュアリーコレクションホテル奈良 |      | 奈良県奈良市登大路町62番地         | 1922年 | 1951年11月19日、サンフランシスコ講和条約と日米安全保障条約の批准書に、巡幸のため滞在していた昭和天皇がサインした「御認証の間」がある。 |
| 佐賀県知事公舎       | 中之小路賓館                             |      | 佐賀県佐賀市中の小路               | 1891年 | 上古川康知事まで使用していたが、2014年山口祥義知事は老朽化を理由に当時の副知事公舎に入居。一時は保存の必要なしとされたが、民間利用できる迎賓館として再整備し2020年から定期的に一般公開。 |
| 台南県知事官邸       | 旧台南県知事官邸                         |      | 台湾台南市東区                     |        | 日本統治時代の台南県知事公邸として建てられた西洋館。 |